# Omid

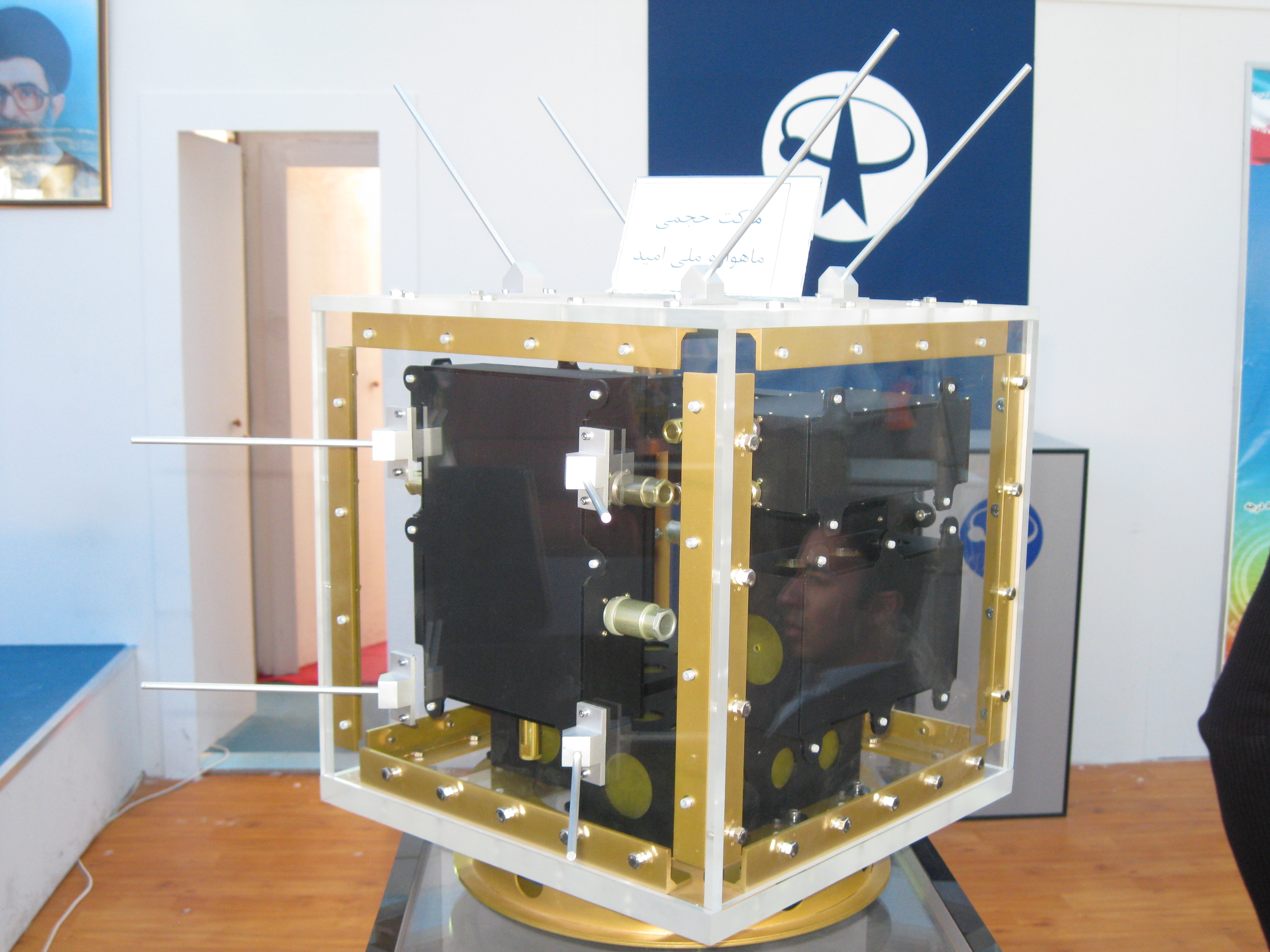
Imagem ilustrativa

Omid (em persa: امید, significando Esperança) é o primeiro satélite artificial de produção completamente iraniana. Foi lançado, segundo fontes da televisão estatal iraniana, a 2 de Fevereiro de 2009 através do veículo de lançamento Safir II e colocado numa órbita terrestre baixa. Esta data de lançamento coincidiu com a celebração do trigésimo aniversário da Revolução Iraniana e a sua função, segundo o governo persa, é de processar informação, investigar e melhorar as telecomunicações.. Foi supervisionado pelo presidente do Irã, Mahmud Ahmadinejad, com as palavras "Allahu Akbar" ( "Deus é o maior"). Ele disse que o satélite foi lançado para espalhar "monoteísmo, paz e justiça" ao mundo. O ministro do comércio exterior, Manouchehr Mottaki disse que o satélite foi lançado para "satisfazer as necessidades do país" e é "exclusivamente para fins pacíficos".
No discurso de abertura de um novo centro espacial, a 4 de Fevereiro de 2008, o presidente do Irão Mahmud Ahmadinejad anunciou que Omid seria lançado num "futuro próximo". A 17 de Agosto desse ano, altos cargos iranianos informaram de que tinha levado a cabo com êxito um teste do lançador espacial, e negaram que o satélite já tivesse sido posto em órbita.
Omid é o segundo satélite iraniano em órbita já que em 2005 já tinha sido lançado o Shina-1, em colaboração com a Rússia.